# Union populaire républicaine (Tunisie)
Pour les articles homonymes, voir Union populaire républicaine et UPR.
L'Union populaire républicaine (arabe : الاتحاد الشعبي الجمهوري) est un parti politique tunisien fondé par Lotfi Mraïhi en 2011.

## Histoire
Né après la révolution tunisienne, l'Union populaire républicaine effectue sa première action le 18 février 2011. Fondé par Lotfi Mraïhi, il est officiellement légalisé le 22 avril 2011. Le parti participe aux élections constituantes de 2011 et obtient environ 10 000 voix mais pas d'élus.
Le parti décide de boycotter les élections législatives de 2014, encourageant alors ses partisans à voter blanc.
Le 2 août 2019, Lotfi Mraïhi dépose sa candidature à l'élection présidentielle du 15 septembre. Lors des élections législatives du 6 octobre 2019, le parti a remporté trois sièges au parlement.
Les élus rejoignent le groupe parlementaire Al Moustakbal.
En juillet 2024, Lotfi Mraïhi est arrêté pour suspicion de blanchiment d'argent.

## Structures dirigeantes

### Secrétaires généraux

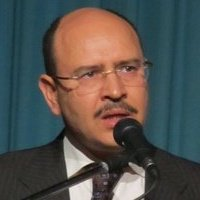
Lotfi Mraïhi, fondateur et actuel secrétaire général du parti.

| Nom          | Mandat |
| ------------ | ------ |
| Lotfi Mraïhi | 2011-  |

### Bureau politique
Le bureau politique est composé en mars 2020 des membres suivants :
- Bassma Haddad
- Mariem Ferchichi
- Sabiha Marouani
- Abdel Mejid Nouri
- Abd Elmonem Nefzi
- Wahid Mechri
- Abdelwaheb Chennoufi
- Mohamed Naoufel Ben Haha
- Mohamed Tahar Sassi
- Adnen Ben Brahim
- Hafedh Matoussi
- Ali Trabelsi
- Anis Loubiji
- Mohamed Ikbel Boubaker
- Atef Ben Brahim
- Leila Kallel
- Chokri Abderrazek
- Slaheddine Chebbi

## Résultats électoraux

### Élections législatives
| Année | Voix   | %    | Rang | Sièges  | Gouvernements |
| ----- | ------ | ---- | ---- | ------- | ------------- |
| 2019  | 59 924 | 2,09 | 8e   | 3 / 217 | Opposition    |

### Élections présidentielles
| Année | Candidat     | Voix    | %    | Résultat |
| ----- | ------------ | ------- | ---- | -------- |
| 2019  | Lotfi Mraïhi | 221 190 | 6,56 | 7e       |

### Élections municipales
| Année | Voix  | Rang | Conseillers | %    | Maires  | %    |
| ----- | ----- | ---- | ----------- | ---- | ------- | ---- |
| 2018  | 2 752 | 15e  | 7 / 7212    | 0,15 | 1 / 350 | 0,10 |

## Représentation
Après les élections municipales du 6 mai 2018, le parti obtient un maire, Youssef Toumi élu à Zaouiet Sousse.
Lors des élections législatives de 2019, le parti remporte trois sièges à l'Assemblée des représentants du peuple :
- Jamali Boudhouafa, élu dans la circonscription de Ben Arous ;
- Ayet Allah Hichri, élue dans la circonscription de Kasserine ;
- Adnen Ben Brahim, élu dans la circonscription de Monastir.